# Отто Юнгкунц
Отто Юнгкунц (нім. Otto Jungkunz; 23 липня 1892, Вюрцбург — 9 червня 1945, Брук) — німецький офіцер, один із вищих офіцерів СС, оберфюрер СС.

## Біографія
У 1913 вступив в баварський піхотний полк «Вреде». Учасник Першої світової війни. У квітні-липні 1919 року перебував у лавах Добровольчого корпусу у Вюрцбурзі. 1 жовтня 1931 року вступив в СС (посвідчення №21 765), 1 січня 1932 року — в НСДАП (квиток №832 362). З 15 жовтня 1933 року — командир штурму, з 1 березня 1934 року — 51-го штандарту СС у Геттінгені. З 1 квітня 1936 року — керівник 7-го (Кенігсберг), з 21 березня 1938 по 8 травня 1945 року — 8-го абшніту СС (Лінц). 15 лютого 1940 року призначений командиром запасного автомобільного батальйону СС. 1 вересня 1942 року очолив комендатуру головної квартири рейхсфюрера СС в Україні — «Гегевальд». 20 квітня 1943 року переведений у війська СС. У січні 1944 року вступив у розпорядження верховного керівника СС і поліції в Італії і був призначений командиром 1-ї штурмової бригади Італійського добровольчого легіону (яку пізніше було розгорнуто до 29-ї гренадерської дивізії військ СС). 15 лютого 1945 року поставлений на чолі VIII управління (озброєння) Головного оперативного управління СС. Наклав на себе руки.

## Звання

### Сухопутні війська
- Стрілець (1 жовтня 1913)
- Унтерофіцер (липень 1914)
- Віцефельдфебель резерву
- Лейтенант резерву (20 квітня 1937)

### Загальні СС
- Бевербер СС (1 жовтня 1931)
- Шарфюрер СС (8 липня 1932)
- Трупфюрер СС (9 жовтня 1932)
- Обертрупфюрер СС (15 жовтня 1933)
- Штурмфюрер СС (9 листопада 1933)
- Оберштурмфюрер СС (5 квітня 1937)
- Гауптштурмфюрер СС (18 червня 1934)
- Штурмбанфюрер СС (9 листопада 1934)
- Оберштурмбанфюрер СС (9 листопада 1935)
- Штандартенфюрер СС (1 квітня 1936)
- Оберфюрер СС (20 квітня 1937)

### Війська СС
- Гауптштурмфюрер резерву СС (21 березня 1938)
- Штурмбанфюрер резерву СС (1 серпня 1940)
- Оберштурмбанфюрер резерву СС (20 квітня 1941)
- Штандартенфюрер резерву СС (10 серпня 1942)
- Оберфюрер резерву СС (20 квітня 1943)

## Нагороди
- Залізний хрест 2-го класу
- Хрест «За військові заслуги» (Баварія) 2-го класу з мечами
- Нагрудний знак «За поранення» в чорному
- Почесний хрест ветерана війни з мечами
- Німецька імперська відзнака за фізичну підготовку в золоті
- Спортивний знак СА
- Почесна шпага рейхсфюрера СС
- Перстень «Мертва голова»
- Медаль «За вислугу років у НСДАП» в бронзі (10 років)
- Медаль «За вислугу років у СС» 4-го, 3-го і 2-го ступеня (12 років)
- Хрест Воєнних заслуг
  - 2-го класу з мечами (30 січня 1941)
  - 1-го класу з мечами (30 січня 1943)
- Застібка до Залізного хреста 2-го класу (15 лютого 1945)